# August von Witzleben
Karl August Friedrich von Witzleben, född den 19 mars 1773 i Tromlitz nära Weimar, död den 9 juli 1839 i Dresden, var en tysk novellist under pseudonymen A. von Tromlitz. Han var far till Ferdinand och Gerhard August von Witzleben.
Witzleben deltog som preussisk officer i Rhenfälttågen 1792-95, trädde efter freden i Tilsit i tjänst hos storhertigen av Berg och kommenderade 1811 på fransmännens sida ett mot Spanien utsänt westfaliskt lansiärregemente samt stred 1813 som överste i rysk tjänst. Därefter ägnade han sig åt skönlitterärt skriftställeri. von Witzlebens många historiska noveller och romaner (samlade i 108 band, 1829-43; 5:e upplagan i 20 band, 1867) är skrivna med liv, men särdeles ytliga; i regel ställer han en banal kärlekshistoria mot en föregivet historisk bakgrund. Bäst har han lyckats i Die Pappenheimer ("Pappenheimarne", 4 band, 1831-32), Die 400 von Pforzheim (nummer 1457 i Reclam) och Der Page des Herzogs von Friedland ("Wallensteins page", 1828, ny upplaga 1832).